# دن بلاکر
دَن بلاکر (انگلیسی: Dan Blocker؛ ‏ ۱۰ دسامبر ۱۹۲۸ – ۱۳ مهٔ ۱۹۷۲) بازیگر اهل ایالات متحده آمریکا بود.
از فیلم‌ها یا برنامه‌های تلویزیونی که وی در آن نقش داشته است، می‌توان به بونانزا و خانمی در سیمان اشاره کرد.